# Bainbridge (Georgia)
Bainbridge è una città degli Stati Uniti d'America, situata nello Stato della Georgia e in particolare nella contea di Decatur, della quale è il capoluogo.